# Воронов, Владимир Анатольевич
Владимир Анатольевич Воронов (укр. Володимир Анатолійович Воронов; род. 23 августа 1978 года, Макеевка, Донецкая область) — украинский предприниматель, политик.
Народный депутат Украины IX созыва.

## Биография
Окончил Донецкий национальный университет имени Василия Стуса.
Является основателем студии графического и предметного дизайна VoronovDesign.
Генеральный директор Международного брендингового агентства Владимира Воронова, которое специализируется на создании и развитии корпоративной культуры и корпоративного брендинга в компаниях и корпорациях.
Автор и дизайнер проекта Mr. Leader, написал книги по мотивации и корпоративному лидерству.
Основатель интернет-сообщества «Донецкие Киевские» в социальной сети Facebook.

## Политическая деятельность
Кандидат в народные депутаты от партии «Слуга народа» на парламентских выборах 2019 года, № 41 в списке. На время выборов: генеральный директор брендингового международного агентства Воронова Владимира, член партии «Слуга народа». Проживает в Киеве.
Член Комитета Верховной Рады по вопросам образования, науки и инноваций, председатель подкомитета по вопросам дошкольного образования.
Член Постоянной делегации в Парламентской ассамблее Организации по безопасности и сотрудничеству в Европе. Сопредседатель группы по межпарламентским связям с Швейцарской Конфедерацией.